# Fargo (Severní Dakota)
Fargo je největší město státu Severní Dakota ve Spojených státech amerických. Při sčítání obyvatel v roce 2010 v něm žilo 105 549 lidí, což představovalo 16 % obyvatelstva celé Severní Dakoty. Nachází se v oblasti Velkých planin na východním okraji Severní Dakoty při hranici s Minnesotou – leží na levém břehu hraniční Severní červené řeky tekoucí na sever do Winnipežského jezera, přičemž na pravém břehu se nachází město Moorhead, které dnes tvoří s Fargem aglomeraci Fargo–Moorhead.
Úvodní rozvoj zažilo Fargo pod jménem Centralia jako zastávka parníků plujících po řece, ale skutečného rozkvětu se dočkalo až s postavením Severní pacifické dráhy, po jejímž řediteli Williamu Fargovi bylo přejmenováno.

## Demografie
Podle sčítání lidu z roku 2010 zde žilo 105 549 obyvatel.

### Rasové složení
- 90,2% Bílí Američané
- 2,7% Afroameričané
- 1,4% Američtí indiáni
- 3,0% Asijští Američané
- 0,0% Pacifičtí ostrované
- 0,6% Jiná rasa
- 2,1% Dvě nebo více ras

Obyvatelé hispánského nebo latinskoamerického původu, bez ohledu na rasu, tvořili 2,2% populace.